# 湧安
湧安（1430年）為明朝宣德時期民變首領明本的年號，前後共1個月。李崇智未列年份，僅言「未詳何時」。

## 西曆紀年對照表
| 湧安 | 元年   |
| ---- | ------ |
| 西元 | 1430年 |
| 干支 | 庚戌   |

## 同期存在的其他政權年號
- 中國
  - 宣德（1426年－1435年）：明朝—明宣宗朱瞻基之年號
- 越南
  - 順天 （1428年－1433年）：後黎朝—黎太祖黎利之年號
- 日本
  - 永享（1429年－1441年）：後花園天皇之年號

## 參看
- 中國年號索引